# Camisa de fuerza
La camisa de fuerza es una prenda diseñada para inmovilizar los brazos de una persona. Su uso es común para inmovilizar o mantener bajo control a reos, personas violentas o dementes. Junto con las esposas es uno de los mecanismos más conocidos de control físico de personas. 
Está hecha de lona o cualquier otra tela fuerte, abierta por detrás y se cierra con cinchos y hebillas; las costuras se refuerzan con piel y las mangas, extremadamente largas, están cosidas en los extremos para retrasar y entorpecer el uso de las manos, las cuales se atan por la espalda de modo que los brazos se mantienen cruzados sobre el pecho. Tiene además una correa por la entrepierna para evitar que la chaqueta sea tirada hacia arriba, algunos modelos llevan al frente una correa por donde se pasan los brazos para evitar su elevación y un cinturón de piel a nivel de la cintura abrochado también por la espalda. A pesar de que no lo parezca, la camisa permite cierta libertad de movimiento, por ejemplo, permite a quien está recluido caminar y mover un poco sus brazos.

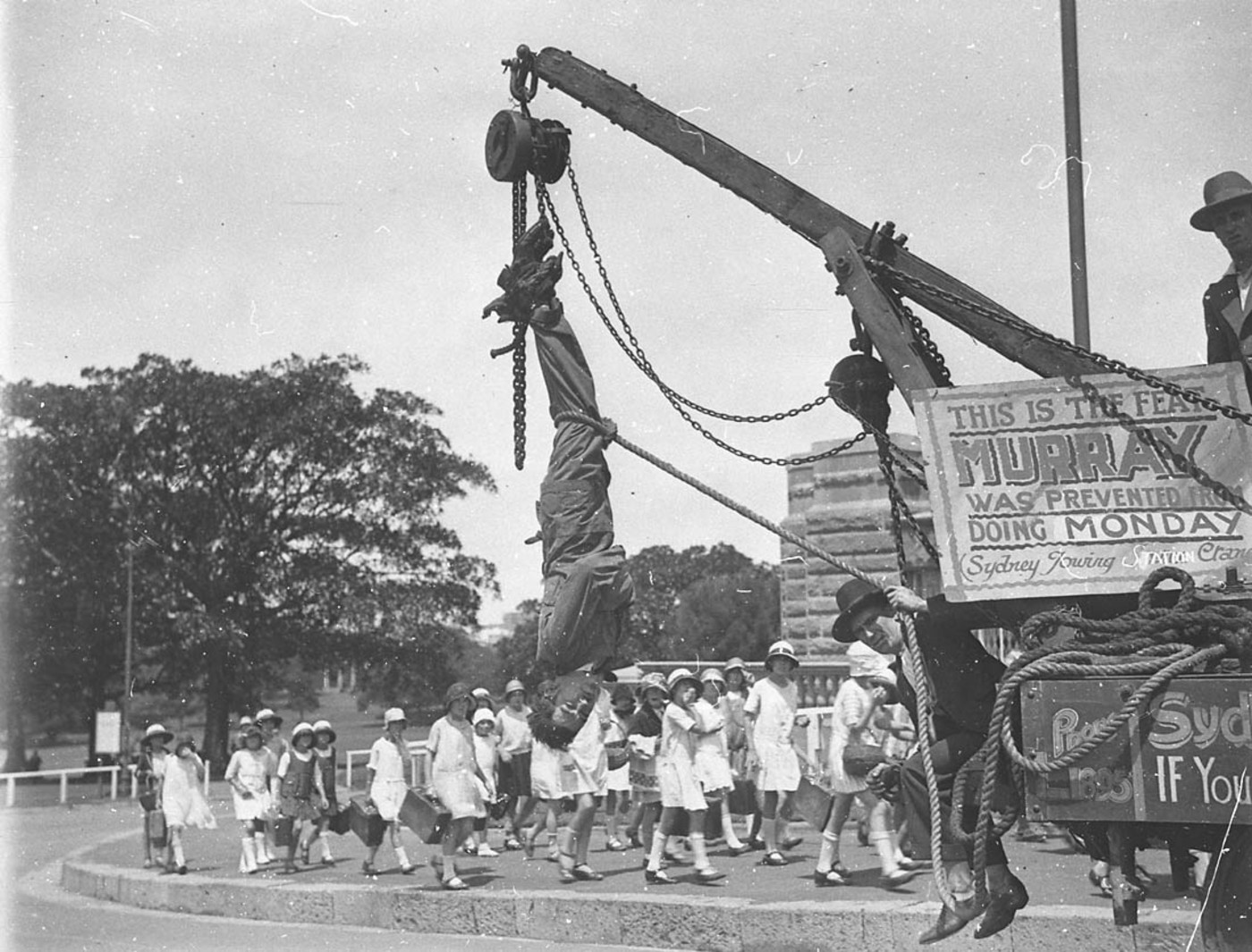
Truco de escapismo con camisa de fuerza.

Se comenzó a utilizar en psiquiatría aproximadamente a principios del siglo XIX. Tiene como intención evitar que el paciente se haga daño a sí mismo o que lastime a otras personas. Frecuentemente eran mal empleadas por el personal quien desconocía sus indicaciones y el tiempo que debería aplicársele a un enfermo.
Aunque se considera un método seguro que no lastima el cuerpo del enfermo por no presionar las extremidades ni causar abrasiones como lo hacen las esposas, el uso de una camisa de fuerza por largos periodos de tiempo puede ser doloroso.
El advenimiento de la psiquiatría, los psicofármacos y la psicoterapia ha hecho que la camisa de fuerza sea cada vez menos utilizada. En la actualidad, la camisa de fuerza se utiliza principalmente como parte de trucos de magia. El famoso ilusionista Harry Houdini la utilizó para realizar uno de sus más famosos actos de escapismo, en el cual era capaz de zafarse de una camisa de fuerza colgando boca abajo desde las alturas de un rascacielos.
- Datos: Q231647
- Multimedia: Straitjackets / Q231647